# La Bellière (Sena Marítimo)
La Bellière é uma comuna francesa na região administrativa da Normandia, no departamento de Sena Marítimo. Estende-se por uma área de 4,5 km². Em 2010 a comuna tinha 56 habitantes (densidade: 12,4 hab./km²).